# Норт-Бранч (Мічиган)
Норт-Бранч (англ. North Branch) — селище (англ. village) в США, в окрузі Лапір штату Мічиган. Населення — 1096 осіб (2020).

## Географія
Норт-Бранч розташований за координатами 43°13′45″ пн. ш. 83°11′27″ зх. д. / 43.22917° пн. ш. 83.19083° зх. д. (43.229103, -83.190774).  За даними Бюро перепису населення США в 2010 році селище мало площу 3,45 км², уся площа — суходіл.

## Демографія
Згідно з переписом 2010 року, у селищі мешкали 1033 особи в 415 домогосподарствах у складі 261 родини. Густота населення становила 300 осіб/км².  Було 484 помешкання (140/км²).
Расовий склад населення:
| - 96,5 % — білих - 0,2 % — вихідців з тихоокеанських островів - 0,2 % — корінних американців - 0,2 % — чорних або афроамериканців - 0,2 % — азіатів - 1,3 % — осіб інших рас |

До двох чи більше рас належало 1,5 %. Частка іспаномовних становила 3,9 % від усіх жителів.
За віковим діапазоном населення розподілялося таким чином: 27,7 % — особи молодші 18 років, 58,5 % — особи у віці 18—64 років, 13,8 % — особи у віці 65 років та старші. Медіана віку мешканця становила 34,0 року. На 100 осіб жіночої статі у селищі припадало 85,1 чоловіків;  на 100 жінок у віці від 18 років та старших — 80,9 чоловіків також старших 18 років.
Середній дохід на одне домашнє господарство  становив 41 244 долари США (медіана — 34 375), а середній дохід на одну сім'ю — 46 827 доларів (медіана — 36 875). За межею бідності перебувало 17,0 % осіб, у тому числі 25,8 % дітей у віці до 18 років та 4,3 % осіб у віці 65 років та старших.
Цивільне працевлаштоване населення становило 399 осіб. Основні галузі зайнятості: освіта, охорона здоров'я та соціальна допомога — 22,3 %, виробництво — 17,3 %, роздрібна торгівля — 16,5 %.